# Gustaw VI Adolf
Gustaw VI Adolf, właśc. Oscar Fredrik Wilhelm Olaf Gustaf Adolf Bernadotte (ur. 11 listopada 1882 w Sztokholmie, zm. 15 września 1973 w Helsingborgu) – król Szwecji w latach 1950–1973 z dynastii Bernadotte. Syn króla Szwecji Gustawa V Bernadotte i Wiktorii Badeńskiej, córki wielkiego księcia Badenii Fryderyka I Badeńskiego.

## Zarys biografii
Po urodzeniu został kreowany księciem Skanii (Skåne). Wstąpił na tron po śmierci ojca 29 października 1950 i jako ostatni monarcha szwedzki nosił pradawny tytuł: „Z Bożej Łaski Król Szwedów, Gotów i Wendów” (szw. med Guds Nåde Sveriges, Götes och Vendes Konung; łac. Dei Gratia Suecorum, Gothorum et Vandalorum Rex). Za dewizę swego panowania obrał: „Obowiązek ponad wszystko” (szw. Plikten framför allt).
Był dwukrotnie żonaty. Z pierwszego małżeństwa zawartego 15 czerwca 1905 z wnuczką królowej Wielkiej Brytanii Wiktorii Hanowerskiej księżniczką Małgorzatą z Connaught miał pięcioro dzieci:
- Gustaw Adolf, książę Västerbotten (1906–1947)
- Sigvard, książę Upplandu (1907–2002)
- Ingrid, królowa Danii (1910–2000), żona Fryderyka IX (1899–1972)
- Bertil, książę Halland (1912–1997)
- Karol Jan, książę Dalarny (1916–2012)

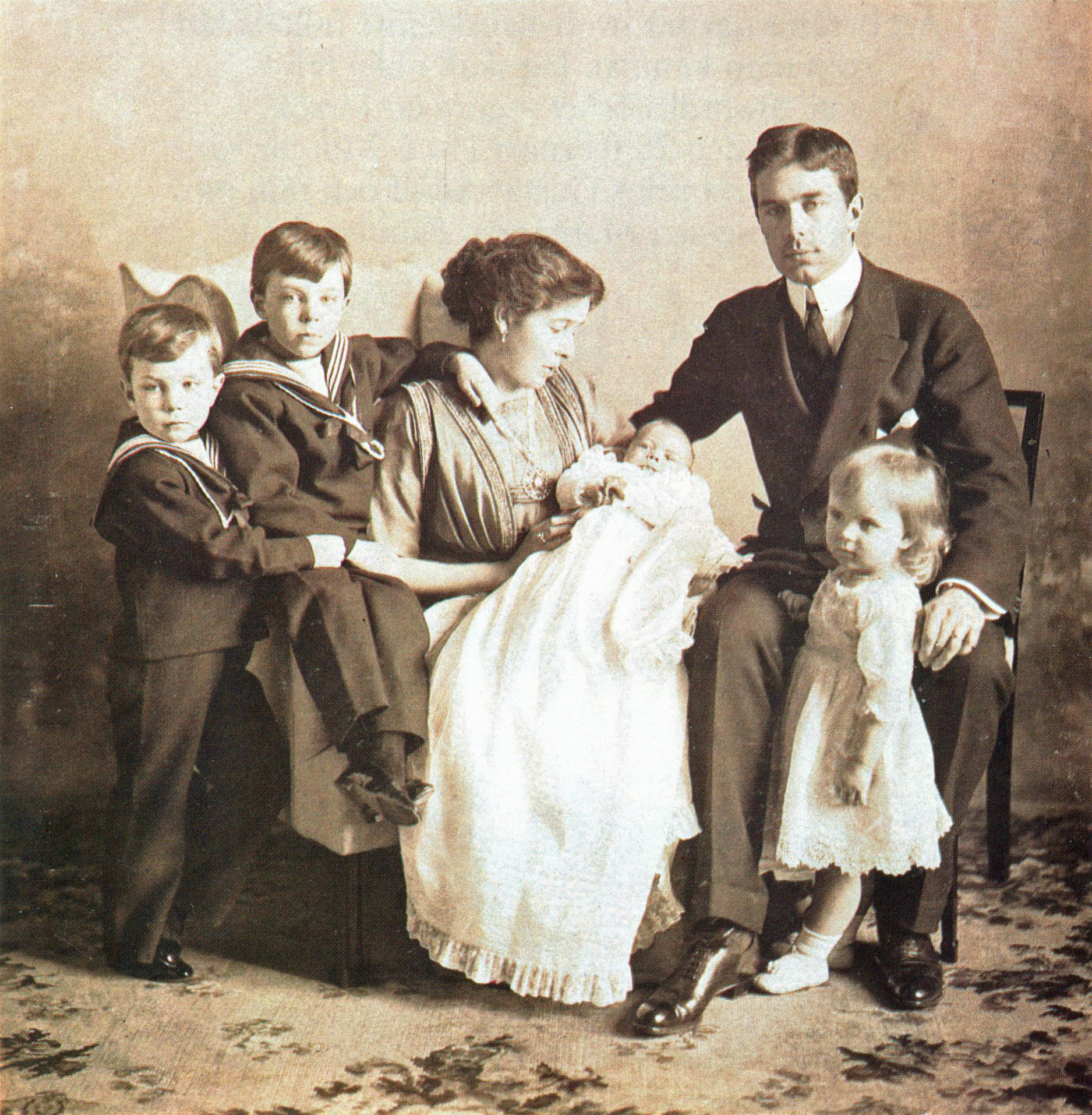
Gustaw Adolf wraz z rodziną (ok. 1910)

Z synów tylko Gustaw Adolf zawarł małżeństwo z równą rodem księżniczką. Pozostali (oprócz Bertila, który do późnego wieku tj. 1976 r. pozostał w stanie wolnym) musieli się zrzec praw do tronu i wrócić do rodowego nazwiska Bernadotte.
Po śmierci księżnej Małgorzaty w 1920, Gustaw VI Adolf poślubił w 1923 księżniczkę Ludwikę Mountbatten (ciotkę Filipa Mountbattena, męża królowej Wielkiej Brytanii Elżbiety II, prawnuczkę Maurycego Haukego).  Ich jedyne dziecko – córka – urodziło się martwe.
Gustaw VI Adolf był uznanym archeologiem amatorem. W 1953 został członkiem honorowym Akademii Brytyjskiej. Założył szwedzki instytut archeologiczny w Rzymie i Atenach.
Najstarszy syn i następca tronu, książę Gustaw Adolf Bernadotte zmarł tragicznie w 1947. Tron po Gustawie VI Adolfie odziedziczył wnuk Karol XVI Gustaw, jedyny syn księcia Gustawa Adolfa.

## Odznaczenia
Szwedzkie
- Order Serafinów – Wielki Mistrz
- Order Gwiazdy Polarnej – Wielki Mistrz
- Order Miecza – Wielki Mistrz
- Order Wazów – Wielki Mistrz
- Order Karola XIII – Wielki Mistrz
- Odznaka Pamiątkowa Złotego Wesela Oskara II i Zofii (1907, Szwecja)
- Odznaka Pamiątkowa Króla Króla Oskara II (1897, Szwecja)
- Odznaka Jubileuszowa 90 Urodzin Króla Gustawa V (1948, Szwecja)
- Odznaka Jubileuszowa 70 Urodzin Króla Gustawa V (1928, Szwecja)
- Medal Srebrnego Wesela Gustawa i Wiktorii (1906, Szwecja)

Zagraniczne
- Order Wierności (Badenia)
- Medal Jubileuszowy Rządu (Badenia, 1906)
- Medal Pamiątkowy Złotego Wesela Fryderyka i Ludwiki (Badenia)
- Order Leopolda (Belgia)
- Order Krzyża Południa (Brazylia)
- Order Słonia (Dania)
- Wielki Komandor Orderu Danebroga (Dania)
- Odznaka Honorowa Orderu Danebroga (Dania)
- Medal Wolności Króla Chrystiana X (Dania)[6]
- Order Muhammada Ali z łańcuchem (Egipt)
- Order Salomona (Etiopia)
- Order Białej Róży z łańcuchem (Finlandia)
- Order Dwóch Rzek (Irak)
- Order Pahlawiego (Iran)
- Order Sokoła (Islandia)
- Order Cyncynata (USA)
- Order Legii Honorowej (Francja)
- Order Zbawiciela (Grecja)
- Order śś. Jerzego i Konstantyna z łańcuchem (Grecja)
- Order Quetzala z łańcuchem (Gwatemala)
- Order Annuncjaty (Włochy)
- Order Chryzantemy (Japonia)
- Order Pionierów (Liberia)
- Order Orła Azteckiego (Meksyk)
- Order Lwa (Norwegia)
- Order Świętego Olafa (Norwegia)
- Order Lwa Niderlandzkiego (Holandia)
- Order Zasługi (Oldenburg)
- Order Słońca z brylantami (Peru)
- Order Wieży i Miecza (Portugalia)
- Order Orła Czarnego (Prusy)
- Order Orła Czerwonego (Prusy)
- Order Hohenzollernów (Hohenzollern-Sigmaringen)
- Order Karola I (Rumunia)
- Order Świętego Andrzeja (Rosja)
- Order Świętego Aleksandra Newskiego (Rosja)
- Order Świętej Anny (Rosja)
- Order Orła Białego (Rosja)
- Order Świętego Stanisława (Rosja)
- Order Korony Rucianej (Saksonia)
- Order Ernestyński (Saksonia)
- Order Domowy Chakri (Syjam)
- Order Złotego Runa (Hiszpania)
- Order Podwiązki (Wielka Brytania)
- Order Łaźni cywilny (Wielka Brytania)
- Order Wiktoriański z łańcuchem (Wielka Brytania)
- Łańcuch Wiktoriański (Wielka Brytania)
- Order Osmana (Turcja)
- Medal Liakat (Turcja)
- Order Świętego Stefana (Austro-Węgry)
- Odznaka Honorowa za Zasługi (Austria)
- Medal Koronacyjny Króla Jerzego V (Wielka Brytania)
- Medal Pamiątkowy Cesarza Wilhelma I (Prusy)

## Genealogia
| Prapradziadkowie                                     | Król Szwecji i Norwegii Karol XIV Jan (1763-1844) ∞1797 Désirée Clary (1777-1860)                 | Eugeniusz de Beauharnais (1781-1824) ∞1806 Augusta Amalia Wittelsbach (1788-1851)                 | książę Fryderyk Wilhelm Nassau-Weilburg (1768-1816) ∞1788 Luiza Izabela Kirchberg (1772 – 1827)   | Paweł Wirtemberski (1785-1852) ∞1805 Charlotta Wettyn (1787-1847)                                 | Karol Fryderyk Badeński (1728-1811) ∞1787 Ludwika Karolina Geyersberg (1768-1820) | król Szwecji Gustaw IV Adolf Oldenburg (1778-1837) ∞1797 Fryderyka Dorota Badeńska (1781-1826) | król Prus Fryderyk Wilhelm III Hohenzollern (1770-1840) ∞1793 Luiza Mecklemburg-Strelitz (1776-1810) | Karol Fryderyk Sachsen-Weimar-Eisenach (1783-1853) ∞1804 Maria Pawłowna Romanowa (1786-1859) |
| Pradziadkowie                                        | Król Szwecji i Norwegii Oskar I Bernadotte (1799-1859) ∞1823 Józefina de Beauharnais (1807-1876)  | Król Szwecji i Norwegii Oskar I Bernadotte (1799-1859) ∞1823 Józefina de Beauharnais (1807-1876)  | Wilhelm Nassau (1792-1839) ∞1829 Paulina Wirtemberska (1810-1856)                                 | Wilhelm Nassau (1792-1839) ∞1829 Paulina Wirtemberska (1810-1856)                                 | Leopold Badeński (1790-1852) ∞1819 Zofia Wilhelmina Holstein-Gottorp (1801-1865)  | Leopold Badeński (1790-1852) ∞1819 Zofia Wilhelmina Holstein-Gottorp (1801-1865)               | Cesarz niemiecki Wilhelm I Hohenzollern (1797-1888) ∞1829 Augusta Sachsen-Weimar (1811-1890)         | Cesarz niemiecki Wilhelm I Hohenzollern (1797-1888) ∞1829 Augusta Sachsen-Weimar (1811-1890) |
| Dziadkowie                                           | Król Szwecji i Norwegii Oskar II Bernadotte (1829-1907) ∞1857 Zofia Wilhelmina Nassau (1836-1913) | Król Szwecji i Norwegii Oskar II Bernadotte (1829-1907) ∞1857 Zofia Wilhelmina Nassau (1836-1913) | Król Szwecji i Norwegii Oskar II Bernadotte (1829-1907) ∞1857 Zofia Wilhelmina Nassau (1836-1913) | Król Szwecji i Norwegii Oskar II Bernadotte (1829-1907) ∞1857 Zofia Wilhelmina Nassau (1836-1913) | Fryderyk I Badeński (1826-1907) ∞1856 Ludwika Maria Hohenzollern (1836-1923)      | Fryderyk I Badeński (1826-1907) ∞1856 Ludwika Maria Hohenzollern (1836-1923)                   | Fryderyk I Badeński (1826-1907) ∞1856 Ludwika Maria Hohenzollern (1836-1923)                         | Fryderyk I Badeński (1826-1907) ∞1856 Ludwika Maria Hohenzollern (1836-1923)                 |
| Rodzice                                              | Król Szwecji Gustaw V Bernadotte (1858-1950) ∞1881 Wiktoria Badeńska (1862-1930)                  | Król Szwecji Gustaw V Bernadotte (1858-1950) ∞1881 Wiktoria Badeńska (1862-1930)                  | Król Szwecji Gustaw V Bernadotte (1858-1950) ∞1881 Wiktoria Badeńska (1862-1930)                  | Król Szwecji Gustaw V Bernadotte (1858-1950) ∞1881 Wiktoria Badeńska (1862-1930)                  | Król Szwecji Gustaw V Bernadotte (1858-1950) ∞1881 Wiktoria Badeńska (1862-1930)  | Król Szwecji Gustaw V Bernadotte (1858-1950) ∞1881 Wiktoria Badeńska (1862-1930)               | Król Szwecji Gustaw V Bernadotte (1858-1950) ∞1881 Wiktoria Badeńska (1862-1930)                     | Król Szwecji Gustaw V Bernadotte (1858-1950) ∞1881 Wiktoria Badeńska (1862-1930)             |
| Gustaw VI Adolf Bernadotte (1882-1973), król Szwecji |                                                                                                   |                                                                                                   |                                                                                                   |                                                                                                   |                                                                                   |                                                                                                | |                                                                                              |